# 筑波海軍航空隊

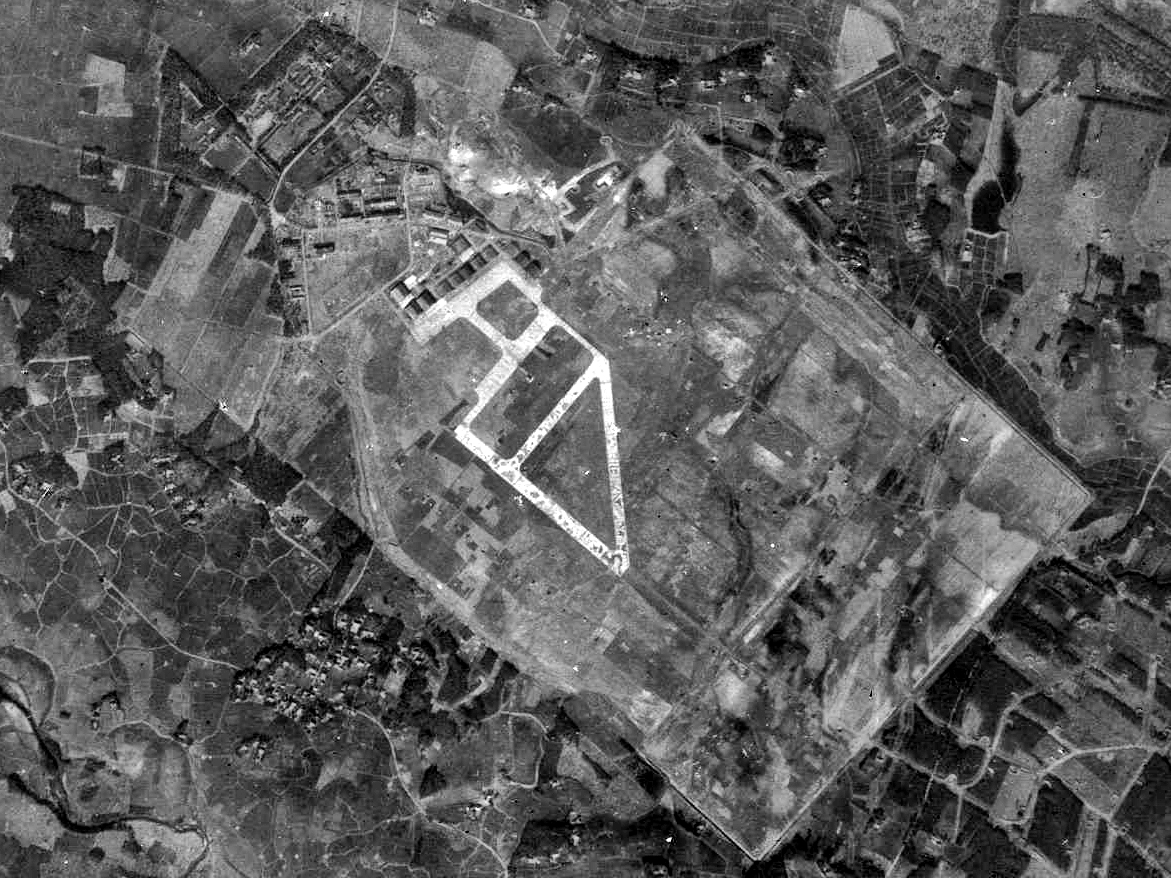
筑波海軍航空隊跡地の空中写真（1947年）
滑走路は現在、市道となっている。

筑波海軍航空隊（つくばかいぐんこうくうたい）は、大日本帝国海軍航空隊の部隊の一つ。茨城県西茨城郡宍戸町（現・笠間市友部町域）の国立種羊場跡地に開かれた霞ヶ浦海軍航空隊友部分遣隊をルーツとする。

## 概要
既に昭和3年（1928年）頃より大日本帝国陸軍が所沢陸軍飛行学校の離着陸演習場として使用しており、海軍も昭和6年（1931年）より使用を開始していた。昭和7年（1932年）より、霞ヶ浦航空隊の陸上練習機練習場とするための準備に入り、昭和9年に完工した。戦闘機専修搭乗員を育成するため、筑波山地近くの飛行場で実機訓練を担った。太平洋戦争後期、絶対国防圏策定後の昭和19年（1944年）以降は日本本土防空部隊となった。戦争末期には特別攻撃隊を編成し、沖縄戦で特攻作戦に従事した。

## 沿革
- 1934年（昭和9年）
  - 8月15日 - 霞ヶ浦海軍航空隊友部分遣隊発足
  - 9月1日 - 第26期操縦練習生が入隊
- 1936年（昭和11年） - 予科練卒業生の初歩訓練開始
- 1938年（昭和13年）12月15日 - 筑波海軍航空隊として独立。第十一連合航空隊に編入。以後、予科練・操縦訓練生の初歩練習・中間練習に従事。同日，茨城県東茨城郡橘村・白河村に練習機専修の百里原分遣隊を設置
- 1939年（昭和14年）12月1日百里原分遣隊が百里海軍航空隊として独立・開隊
- 1944年（昭和19年）
  - 3月15日 - 練習機課程より実用機訓練課程に変更。実用機課程は解散した大分海軍航空隊より機体・人員を継承。練習機課程は築城飛行場に転出し、二代築城海軍航空隊を新設
  - 4月22日 - 大分より機体・人員が到着。実用機訓練に着手
  - 11月5日 - 教官・教員からなる邀撃戦闘機隊を編成
- 1945年（昭和20年）
  - 1月9日 - 東京にB-29が8機襲来。紫電5機で迎撃、戦果なし
  - 2月15日 - 零戦補充。零戦24、紫電8体制確立
  - 2月16日 - 関東に4波にわたり敵機動部隊艦載機襲来（ジャンボリー作戦）。零戦全力、紫電半数で迎撃。9機撃墜、13機喪失
  - 2月17日 - 前日に引き続き5波にわたり敵機動部隊艦載機襲来。零戦14機で迎撃。第2波以降は会敵せず、第1波で2機撃墜、1機喪失
  - 2月20日 - 特別航空隊編成下令、鹿島海軍航空隊にて訓練開始
  - 2月25日 - 関東に敵機動部隊艦載機襲来。零戦14機で迎撃。5機撃墜、8機喪失。稼働機は9機に減少
  - 3月1日 - 第十航空艦隊新編。十一連空は隷下に入る
  - 3月28日 - 神風特別攻撃隊「筑波隊」8隊編成
  - 3月下旬 - 最後の訓練生（第42期飛行学生）の教育訓練完了
  - 3月30日 - 「天一号作戦」に参加。制空隊12機、出水飛行場に進出
  - 4月5日 - 5個筑波隊、鹿屋飛行場に進出
  - 4月6日 - 「菊水一号作戦」発動、第一筑波隊突入
  - 4月12日 - 「菊水二号作戦」発動、制空隊出撃、沖縄上空で空中戦
  - 4月14日 - 第二筑波隊突入
  - 4月16日 - 「菊水三号作戦」発動、制空隊出撃、第三筑波隊突入
  - 4月20日 - 十一連空解散、第五航空艦隊に転籍。2個筑波隊進出（最後の第八筑波隊は26日進出）
  - 4月29日 - 「菊水四号作戦」発動、第四筑波隊突入
  - 5月5日 - 菊水作戦従事部隊の紫電隊を筑波空に一元化。定数96に増強
  - 5月11日 - 「菊水六号作戦」発動、第五筑波隊突入
  - 5月14日 - 「菊水七号作戦」発動、制空隊出撃、第六筑波隊突入
  - 5月29日 - 関東にB-29襲来、残存邀撃隊で迎撃、2機撃墜
  - 6月10日 - 関東にB-29襲来、邀撃隊で迎撃
  - 6月22日 - 「菊水十号作戦」発動、第一神雷隊に第七・第八筑波隊参加
  - 6月28日 - 関東にB-29襲来、邀撃隊で迎撃
  - 7月8日 - 関東にP-51ムスタング襲来、邀撃隊で迎撃
- 戦後解隊

筑波隊は64名のうち55名が突入して壊滅した。本土決戦を前に、九州方面にあった制空隊は峯山・美保・姫路などに分散配置された。一方の筑波残留隊は香取にも展開して本土決戦に備えているうちに終戦を迎えた。

## 筑波海軍航空隊司令部庁舎

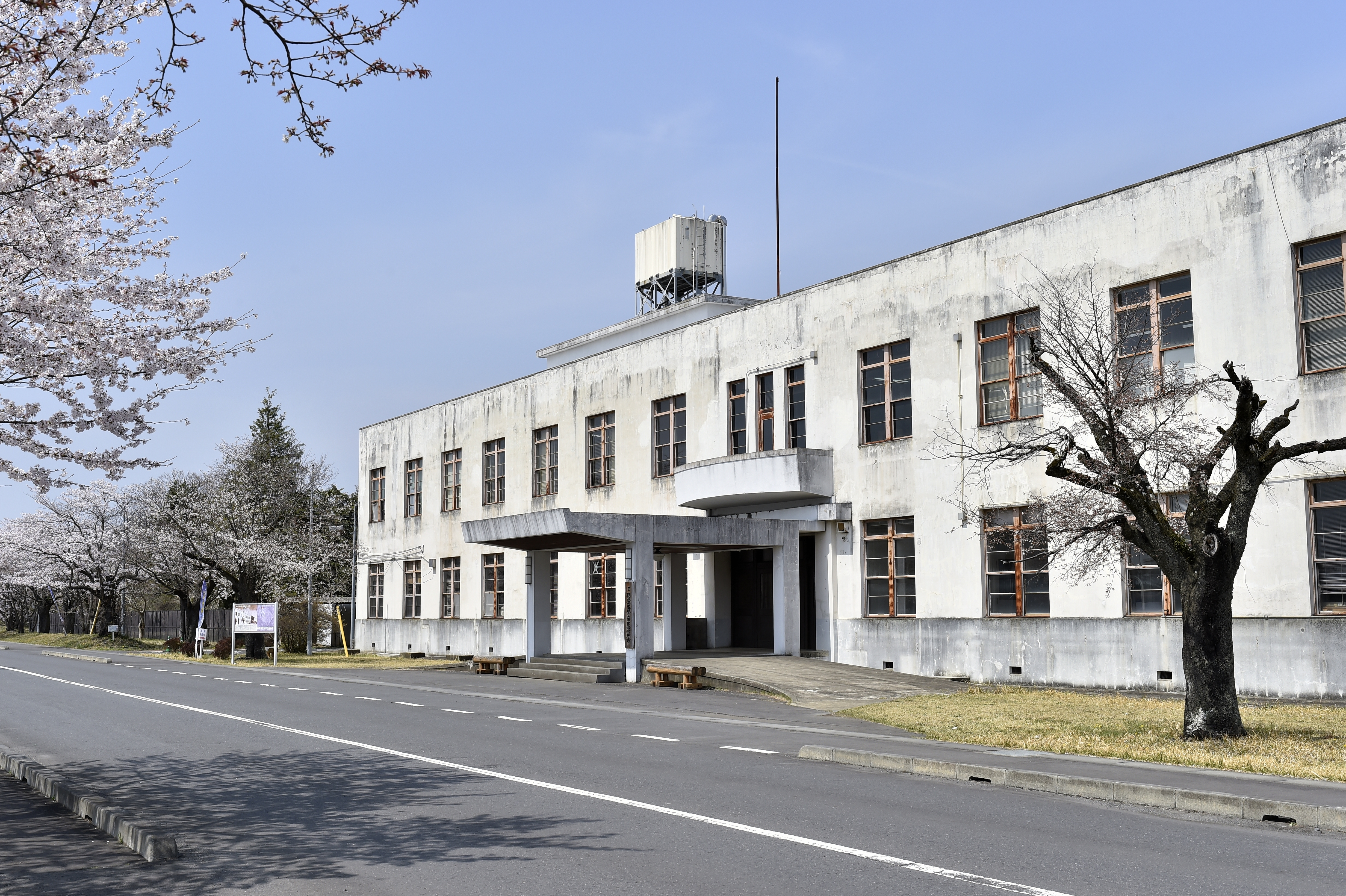
旧筑波海軍航空隊司令部庁舎

司令部庁舎は1938年（昭和13年）に建設された。地上3階、鉄筋コンクリート造り、延べ床面積約1684平方メートル。船を模した設計である。
戦後、施設跡地は学校校舎や茨城県立友部病院の管理棟に転用された。2011年（平成23年）10月、茨城県立友部病院は茨城県立こころの医療センターと改称し、新病棟に移設。施設内に「筑波海軍航空隊」に関する史料の展示ルームが開設された。
旧司令部庁舎は2013年に解体予定だったが、同年後述の筑波海軍航空隊記念館となった。その後、2018年6月のリニューアルで記念館は隣接する建物に移転した。
2018年12月、「筑波海軍航空隊司令部庁舎」として笠間市指定文化財となった。

## 筑波海軍航空隊記念館

### 歴史
旧司令部庁舎は解体の予定だったが、所有者の県が映画『永遠の0』の実行委員会に貸し出すなど、ロケ地として使用された。2013年（平成25年）12月20日から2014年（平成26年）5月6日まで「筑波海軍航空隊記念館」として公開。その後延長され、2016年には笠間市が県から建物借り受けて実行委員会に運営を委託し、リニューアル後の2018年6月3日に恒久施設となった（記念館は旧司令部庁舎に隣接する建物に移転）。
2022年6月25日、旧司令部庁舎は建物の恒久保存のための改修が行われリニューアルオープンした（一般公開は2022年7月2日から）。
このほか、隊員遺族や元隊員が建立した慰霊碑と、地元関係者が慰霊と平和祈念のために建てた碑が跡地にある。

### 施設案内
- 所在地：〒309-1717 茨城県笠間市旭町654
- 開館時間：9:00～17:00（入館は16:00まで）
- 休館日：火曜日（火曜が祝日の場合は翌日）、年末年始（12月29日～1月3日）

## 主力機種
- 三式陸上初歩練習機…海軍予備航空団の教育などに使用。
- 九三式中間練習機…中間練習教程時代の主力練習機。
- 零式艦上戦闘機…複座練習機（零式練習戦闘機），教官・教員の技倆維持用の二一型，邀撃用または特別攻撃隊筑波隊用の五二型など多種。
- 紫電…末期の邀撃用。一一型，翼内二十粍機銃装備型の一一型甲，ガンポットを廃止して翼内機銃を各2挺に増強した一一型乙などが配備されていた。
- （九七式一号艦攻）…教材として使用。二五番用爆弾投下器が装備されていた。理由は不明だが飛行不能であった。
- （九六式艦上戦闘機）…教材として使用。

## 歴代司令
- 古瀬貴季 中佐：1938年12月15日 - 1939年10月15日[7]
- 藤吉直四郎 大佐：1939年10月15日 - 1940年10月15日[8]
- 内田市太郎 大佐：1940年10月15日[8] - 1941年3月15日[9]
- 加藤尚雄 大佐：1941年3月15日 - 1941年9月20日[10]
- 野元為輝 大佐：1941年9月20日 -
- 横川市平 大佐：1942年6月5日 -
- 菅原正雄：1942年12月10日 -
- 荒木保：1943年11月15日 -
- (兼任)藤吉直四郎 大佐：1944年3月15日 -
- 高次貫一 大佐：1944年3月17日 -
- (兼任)藤吉直四郎 少将：1944年7月1日 -
- 中野忠二郎：1944年10月15日  -
- 中佐 五十嵐周正 - 終戦時[11]。